# 普洛瑙伊·山多尔
图特普洛瑙与布劳提尼乔男爵普洛瑙伊·山多尔（匈牙利語：Prónay Sándor；1760年4月7日—1839年2月5日），是匈牙利金马刺骑士、匈牙利信义会普世教会与学校监督、匈牙利学术协会董事会成员、匈牙利上议院议员，王家侍从。
普洛瑙伊·山多尔曾在维也纳宫廷与其父一同参与制定了约瑟夫二世国王颁布的《1781年宽容法令》中有关信义宗章节的内容。
普洛瑙伊·山多尔还是学术与艺术的慷慨支持者，推动了匈牙利历史学家费什勒·伊格纳茨·欧利尔、现代藏学奠基人与匈牙利语言学家克勒什·乔玛·山多尔、匈牙利语言改革运动领导人考津齐·费伦茨、匈牙利翻译家基什·亚诺什等人的作品出版。在匈牙利学术协会创建之前，诸多匈牙利学者将普洛瑙伊在佩斯的城堡视为研讨与聚会的首选场所。
19世纪初的匈牙利文化刊物《埃尔代伊博物馆》将他列为“最具匈牙利精神的贵族”。

## 生平

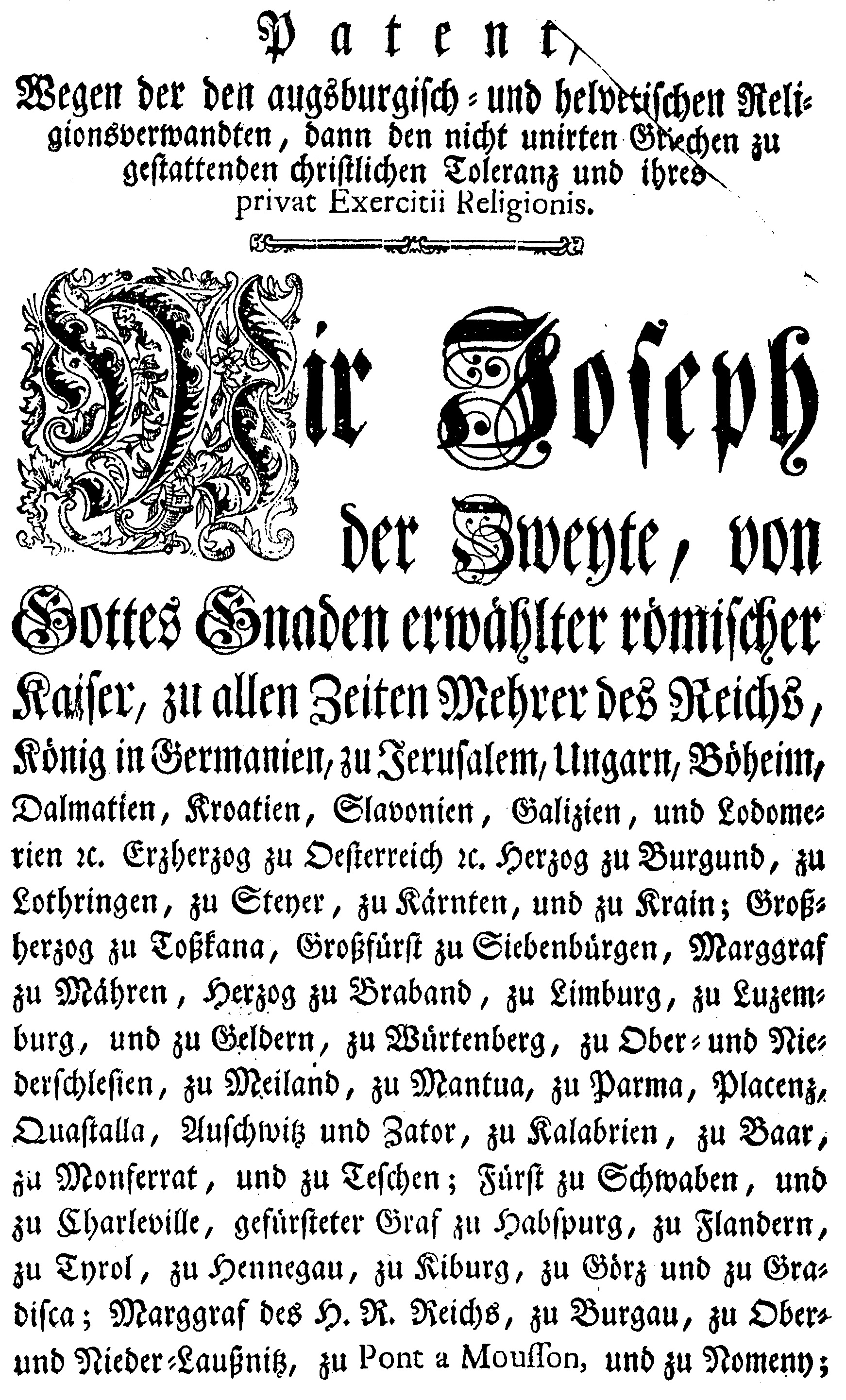
《1781年宽容法令》首页

普洛瑙伊·山多尔，1760年4月7日出生于匈牙利王国奥乔，其父为普洛瑙伊·拉斯洛，其母为饶德万斯基·罗扎莉娅（Radvánszky Rozália）。普洛瑙伊最初是在家中接受的教育，据他的朋友，匈牙利神学家与匈牙利学术协会成员塞卡奇·尤若夫的回忆，普洛瑙伊经常提及这时候对他的教育过为严苛。普洛瑙伊7岁时便能用拉丁语与他人交谈，17岁时还独立撰写了波旁王朝的家谱、特兰西瓦尼亚的历史以及若干随笔。普洛瑙伊在青年时期曾于匈牙利王国波若尼（今斯洛伐克布拉迪斯拉发）与佩斯分别学习哲学和法学，但其最钟爱的学科一直是历史学。为了拓展自身的学术知识，他游历了欧洲许多地区，访问了多所德国的大学，后在哥廷根大学进修，在之后便返回了匈牙利。
在归国后不久，由于匈牙利此时的社会动荡，再加上普洛瑙伊自身的学术旨趣等原因，他遂决定前往特兰西瓦尼亚，并在此逗留了三年。在此期间，他深入考察了当地的政治制度、民族、语言与宗教，还因此结识了匈牙利历史学家与语言学家奥兰考·捷尔吉与时任特兰西瓦尼亚总督萨穆埃尔·冯·布鲁肯陶尔男爵。
1790年—1819年间，普洛瑙伊任匈牙利信义会学校的首席监督，他还成为了1791年匈牙利信义会宗教会议的主席，在1819年，他被选为匈牙利信义会的普世教会与学校监督，直至他于1839年去世。此外，自1790年起，普洛瑙伊还被授予了金马刺骑士的殊荣，并被任命为王家侍从。
作为匈牙利王国图卢茨城堡州最古老的贵族家族之一普洛瑙伊家族的成员，普洛瑙伊成为了匈牙利上议院议员，参与了当时召开的绝大多数国会会议，他同时还是1828年全国代表团的常驻成员。在匈牙利改良时代时，他亦代表匈牙利信义会的利益，为争取信义宗的宗教自由而发表了著名演讲。
与此同时，普洛瑙伊与匈牙利许多学者、作家与知识分子保持书信往来，并且时常邀请他们来自己在佩斯的城堡做客，如匈牙利诗人拜尔热尼·丹尼尔、匈牙利历史学家霍尔瓦特·伊什特万、匈牙利翻译家维特科维奇·米哈伊、匈牙利作家塞梅雷·帕尔等人。普洛瑙伊还对亚洲民族志和匈牙利人起源研究方面抱有极大的兴趣，在克勒什·乔玛·山多尔与贝塞·亚诺什·卡罗伊（其曾与亚历山大·冯·洪堡一起前往过高加索）启程前往东方之际，普洛瑙伊是首批提供支持的人之一。
由于普洛瑙伊的贡献，以及他自己也在探究匈牙利人起源方面有所成就，还有他本人对学术的热情——他在1824时因过度学习和操劳被医生诊断为双目失明，在数年后才恢复了一只眼的视力，匈牙利学术协会因此于1830年推选接纳他为董事会成员。1832年，普洛瑙伊向匈牙利学术协会捐赠了数千福林，同年3月21日，塞切尼·伊什特万在写给他的信件中这样称赞他道：“如果每个人哪怕只贡献出阁下为科学所献出的十分之一、哪怕是百分之一，那么一切都会顺利进行”、“我至死都会是您最真诚且忠实的朋友”。
1839年2月5日，普洛瑙伊逝世，在随后不久召开的追悼会上，包括但不限于彼时在任的匈牙利信义会总教区的所有总教区监督、当地周边的诸多民众、部队匈牙利学界与政界人士、普洛瑙伊生前的亲朋好友大多都赶来参加，并以匈牙利语、德语和斯洛伐克语致哀。在这场追悼会不久后的1840年9月4日，塞卡奇·尤若夫在匈牙利学术协会第十一届大会上为其发表悼词。

## 家庭
在从欧洲各国之行归国后，普洛瑙伊与泰莱基·约翰娜（Teleki Johanna）结婚，后者是乌沟乔城堡州首席伊什潘、圣冠监护泰莱基·尤若夫伯爵之女。泰莱基·约翰娜比普洛瑙伊早逝，普洛瑙伊此后终身未娶。
普洛瑙伊没有子嗣，因此他将自己的侄子普洛瑙伊·奥尔贝尔特收为养子，并将其立为自己的继承人。

## 纪念
普洛瑙伊的历史作品大多以手稿形式被保留了下来，《致奥兰考·捷尔吉的信件》（Aranka Györgyhöz intézett leveleit）现藏于匈牙利科学院手稿馆。普洛瑙伊的画像曾刊登在1860年版的《插图报》（Képes Ujság）上。

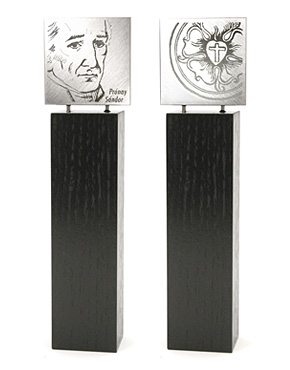
普洛瑙伊·山多尔奖

为纪念普洛瑙伊，匈牙利信义会全国长老会于2007年设立了普洛瑙伊·山多尔奖，用来表彰那些为匈牙利信义会提供杰出的精神支持或物质支持的国内外世俗人士，为授予世俗人士的最高荣誉。该奖项与授予宗教人士的最高荣誉欧尔道施·拉约什奖并列为匈牙利信义会的两大最高荣誉。